# Nukleotid
Nukleotidi so osnovni gradniki nukleinskih kislin DNK in RNK. Nukleotid je sestavljen iz sladkorja (pentoze), dušikove baze in fosfatne skupine. 
Sladkorna komponenta nukleotida se med DNK in RNK malenkostno razlikuje. V DNK je prisotna 2'-deoksiriboza, v RNK pa riboza.
Na sladkor je preko N-glikozidne vezi vezana dušikova baza. Ta je lahko adenin (v DNK ali RNK), gvanin (v DNK ali RNK), citozin (v DNK ali RNK), timin (samo v DNK) in uracil (samo v RNK). Sladkor in dušikova baza skupaj tvorita nukleozid, če pa je na sladkor vezana še fosfatna skupina, dobimo nukleotid.
Nukleotidi se povezujejo v nukleotidno verigo (nukleinsko kislino) preko fosfodiesterskih vezi, natančneje: 3'-OH skupina enega nukleotida se poveže s 5'-fosfatno skupino naslednjega nukleotida.

## Kemijska struktura

### Nukleotidi
| adenozin-monofosfat AMP | adenozin-difosfat ADP | adenozin-trifosfat ATP |
| gvanozin-monofosfat GMP | gvanozin-difosfat GDP | gvanozin-trifosfat GTP |
| timidin-monofosfat TMP  | timidin-difosfat TDP  | timidin-trifosfat TTP  |
| uridin-monofosfat UMP   | uridin-difosfat UDP   | uridin-trifosfat UTP   |
| citidin-monofosfat CMP  | citidin-difosfat CDP  | citidin-trifosfat CTP  |

### Deoksinukleotidi
| deoksiadenozin-monofosfat dAMP | deoksiadenozin-difosfat dADP | deoksiadenozin trifosfat dATP |
| deoksigvanozin-monofosfat dGMP | deoksigvanozin-difosfat dGDP | deoksigvanozin-trifosfat dGTP |
| deoksitimidin-monofosfat dTMP  | deoksitimidin-difosfat dTDP  | deoksitimidin-trifosfat dTTP  |
| deoksiuridin-monofosfat dUMP   | deoksiuridin-difosfat dUDP   | deoksiuridin-trifosfat dUTP   |
| deoksicitidin-monofosfat dCMP  | deoksicitidin-difosfat dCDP  | deoksicitidin-trifosfat dCTP  |